# پل نمیر
پل نمیر مربوط به دوره صفوی است و در شهرستان دماوند، جاده تهران به فیروز کوه، بخش رودهن واقع شده و این اثر در تاریخ ۱ مهر ۱۳۸۲ با شمارهٔ ثبت ۱۰۴۱۶ به‌عنوان یکی از آثار ملی ایران به ثبت رسیده است.